# Gambizzazione

Indro Montanelli dopo essere stato gambizzato dalle Brigate Rosse il 2 giugno 1977 a Milano

La gambizzazione è un particolare tipo di attentato terroristico,  effettuato sparando alle gambe della vittima, atto che ha come effetto la sua claudicazione, spesso permanente.

## In Italia
Durante il periodo compreso tra gli anni settanta ed ottanta, meglio noto come "anni di piombo", i gruppi terroristici che praticavano la cosiddetta "lotta armata", in particolare le Brigate Rosse, misero in atto numerosi attentati di questo tipo, soprattutto indirizzati verso esponenti della stampa o della politica. Tra i tanti, furono gambizzati giornalisti ritenuti di destra come Emilio Rossi e Indro Montanelli, ma anche illustri politici della sinistra come Gino Giugni, considerato il padre dello statuto dei lavoratori. La gambizzazione è una pratica utilizzata anche dalle organizzazioni mafiose.

## In Irlanda ed Irlanda del Nord
Durante i Troubles in Irlanda del Nord, la gambizzazione, in inglese kneecapping, era un metodo molto diffuso come tortura e punizione. Questa pratica consisteva nello sparare alle ginocchia della persona, in particolare alla parte posteriore. Il termine, che in inglese sta ad indicare la rotula, è considerato improprio dai professionisti medici, dato che raramente le persone riportavano danni alla rotula. Alcune volte la pratica poteva estendersi anche ai gomiti e alle caviglie.